# Championnat du Paraguay de football 1997
Navigation
Saison précédente Saison suivante
La saison 1997 du Championnat du Paraguay de football est la quatre-vingt-septième édition de la Primera División, le championnat de première division au Paraguay. Les treize meilleurs clubs du pays disputent la compétition, qui se déroule en trois phases :
- les équipes disputent deux tournois (Ouverture et Clôture), organisés en trois parties : poule unique où chaque équipe rencontre une fois chacun de ses adversaires et les huit premiers qualifiés, deux poules de quatre équipes dont les deux meilleurs disputent la phase finale (demi-finales et finale).
- les vainqueurs des tournois saisonniers se rencontrent lors de la finale nationale pour le titre

C'est le Club Olimpia qui est sacré champion cette saison après avoir battu le tenant du titre, Cerro Porteño en finale nationale. C'est le 35e titre de champion du Paraguay de l’histoire du club.

## Les clubs participants
| - Club Guaraní - Cerro Porteño - Club Libertad - Club Atlético Colegiales - Club Olimpia - Club Sol de América - Club Cerro Corá - Promu de División Intermedia | - Club Sportivo Luqueño - Club Nacional - Club Sport Colombia - Club Sportivo San Lorenzo - Club Atlético Tembetary - Club Presidente Hayes |

## Compétition
Le barème utilisé pour établir l’ensemble des classements est le suivant :
- Victoire : 3 points
- Victoire après la séance des tirs au but : 2 points
- Défaite après la séance des tirs au but : 1 point
- Défaite : 0 point

### Tournoi Ouverture

#### Première phase
| Rang | Équipe                    | Pts | J  | G | N   | P | Bp | Bc | Diff |
| ---- | ------------------------- | --- | -- | - | --- | - | -- | -- | ---- |
| 1    | Club Olimpia              | 29  | 12 | 7 | 4/0 | 1 | 22 | 7  | +15  |
| 2    | Cerro PorteñoT            | 23  | 12 | 7 | 1/0 | 4 | 23 | 15 | +8   |
| 3    | Club Sol de América       | 20  | 12 | 6 | 0/2 | 4 | 11 | 8  | +3   |
| 4    | Club Libertad             | 20  | 12 | 5 | 0/5 | 2 | 17 | 13 | +4   |
| 5    | Club Sportivo San Lorenzo | 19  | 12 | 5 | 1/2 | 4 | 15 | 17 | -2   |
| 6    | Club Guaraní              | 19  | 12 | 5 | 1/2 | 4 | 18 | 15 | +3   |
| 7    | Club Presidente Hayes     | 18  | 12 | 4 | 3/0 | 5 | 13 | 17 | -4   |
| 8    | Club Sportivo Luqueño     | 16  | 12 | 5 | 0/1 | 6 | 15 | 22 | -7   |
| 9    | Club Nacional             | 16  | 12 | 3 | 2/3 | 4 | 16 | 21 | -5   |
| 10   | Club Sport Colombia       | 15  | 12 | 2 | 3/3 | 4 | 17 | 15 | +2   |
| 11   | Club Atlético Tembetary   | 15  | 12 | 4 | 1/1 | 6 | 14 | 16 | -2   |
| 12   | Club Atlético Colegiales  | 13  | 12 | 3 | 2/0 | 7 | 9  | 15 | -6   |
| 13   | Club Cerro CoráP          | 11  | 12 | 2 | 2/1 | 7 | 15 | 24 | -9   |

|  | Qualification pour la deuxième phase                 |
|  | T : Tenant du titre P : Promu de División Intermedia |

#### Deuxième phase
En fonction de leur classement à l’issue de la première phase, les clubs démarrent la seconde phase avec un bonus.
| Rang | Équipe                | Pts | J | G | N   | P | Bp | Bc | Diff |
| ---- | --------------------- | --- | - | - | --- | - | -- | -- | ---- |
| 1    | Club Olimpia+3        | 9   | 3 | 2 | 0/0 | 1 | 5  | 2  | +3   |
| 2    | Club Sportivo Luqueño | 6   | 3 | 2 | 0/0 | 1 | 7  | 5  | +2   |
| 3    | Club Libertad+1.5     | 4.5 | 3 | 1 | 0/0 | 2 | 5  | 9  | -4   |
| 4    | Club Guaraní+0.5      | 3.5 | 3 | 1 | 0/0 | 2 | 2  | 3  | -1   |

| Rang | Équipe                      | Pts  | J | G | N   | P | Bp | Bc | Diff |
| ---- | --------------------------- | ---- | - | - | --- | - | -- | -- | ---- |
| 1    | Cerro Porteño+2.5           | 10.5 | 3 | 2 | 1/0 | 0 | 7  | 4  | +3   |
| 2    | Club Sol de América+2       | 7    | 3 | 1 | 1/0 | 1 | 4  | 4  | 0    |
| 3    | Club Sportivo San Lorenzo+1 | 5    | 3 | 1 | 0/1 | 1 | 4  | 4  | 0    |
| 4    | Club Presidente Hayes       | 1    | 3 | 0 | 0/1 | 2 | 1  | 4  | -3   |

#### Phase finale
|  | Demi-finales          | Demi-finales        |                   |       | Finale | Finale |
|  |                       |                     |                   |       |        |        |
|  |                       |                     |                   |       |        |        |
|  |                       |                     |                   |       |        |        |
|  | Cerro Porteño         | 1                   |                   |       |        |        |
|  | Cerro Porteño         | 1                   |                   |       |        |        |
|  | Club Sportivo Luqueño | 0                   |                   |       |        |        |
|  | Club Sportivo Luqueño | 0                   | Cerro Porteño tab | 1 (4) |        |        |
|  |                       |                     | Cerro Porteño tab | 1 (4) |        |        |
|  |                       | Club Sol de América | 1 (3)             |       |        |        |
|  | Club Olimpia          | Club Sol de América | 1 (3)             | 0     |        |        |
|  | Club Olimpia          |                     |                   | 0     |        |        |
|  | Club Sol de América   | 1                   |                   |       |        |        |
|  | Club Sol de América   | 1                   |                   |       |        |        |

### Tournoi Clôture

#### Première phase
| Rang | Équipe                    | Pts | J  | G | N   | P | Bp | Bc | Diff |
| ---- | ------------------------- | --- | -- | - | --- | - | -- | -- | ---- |
| 1    | Club Cerro CoráP          | 28  | 12 | 8 | 1/2 | 1 | 22 | 11 | +11  |
| 2    | Club Guaraní              | 24  | 12 | 6 | 1/4 | 1 | 22 | 16 | +6   |
| 3    | Club Sportivo San Lorenzo | 20  | 12 | 5 | 2/1 | 4 | 13 | 10 | +3   |
| 4    | Club Sportivo Luqueño     | 20  | 12 | 4 | 3/2 | 3 | 18 | 16 | +2   |
| 5    | Club Olimpia              | 20  | 12 | 4 | 4/0 | 4 | 18 | 16 | +2   |
| 6    | Club Atlético Colegiales  | 20  | 12 | 4 | 3/2 | 3 | 18 | 18 | 0    |
| 7    | Cerro PorteñoT            | 18  | 12 | 4 | 1/4 | 3 | 15 | 13 | +2   |
| 8    | Club Nacional             | 16  | 12 | 4 | 1/2 | 5 | 14 | 23 | -9   |
| 9    | Club Atlético Tembetary   | 16  | 12 | 4 | 1/2 | 5 | 31 | 27 | +4   |
| 10   | Club Sport Colombia       | 14  | 12 | 3 | 1/3 | 5 | 20 | 19 | +1   |
| 11   | Club Presidente Hayes     | 14  | 12 | 3 | 2/1 | 6 | 13 | 18 | -5   |
| 12   | Club Sol de América       | 12  | 12 | 3 | 1/1 | 7 | 11 | 15 | -4   |
| 13   | Club Libertad             | 12  | 12 | 2 | 3/0 | 7 | 8  | 21 | -13  |

|  | Qualification pour la deuxième phase                 |
|  | T : Tenant du titre P : Promu de División Intermedia |

#### Deuxième phase
En fonction de leur classement à l’issue de la première phase, les clubs démarrent la seconde phase avec un bonus.
| Rang | Équipe                    | Pts  | J | G | N   | P | Bp | Bc | Diff |
| ---- | ------------------------- | ---- | - | - | --- | - | -- | -- | ---- |
| 1    | Club Sportivo Luqueño+1.5 | 10.5 | 3 | 3 | 0/0 | 0 | 9  | 3  | +6   |
| 2    | Club Guaraní+2.5          | 7.5  | 3 | 1 | 1/0 | 1 | 5  | 6  | -1   |
| 3    | Club Nacional             | 4    | 3 | 1 | 0/1 | 1 | 7  | 7  | 0    |
| 4    | Cerro Porteño             | 0    | 3 | 0 | 0/0 | 3 | 6  | 11 | -5   |

| Rang | Équipe                       | Pts | J | G | N   | P | Bp | Bc | Diff |
| ---- | ---------------------------- | --- | - | - | --- | - | -- | -- | ---- |
| 1    | Club Olimpia+1               | 8   | 3 | 2 | 0/1 | 0 | 6  | 2  | +4   |
| 2    | Club Cerro Corá+3            | 8   | 3 | 1 | 1/0 | 1 | 4  | 3  | +1   |
| 3    | Club Sportivo San Lorenzo    | 6   | 3 | 1 | 0/1 | 1 | 2  | 4  | -2   |
| 4    | Club Atlético Colegiales+0.5 | 2.5 | 3 | 0 | 1/0 | 2 | 1  | 4  | -3   |

#### Phase finale
|  | Demi-finales          | Demi-finales    |              |       | Finale | Finale |
|  |                       |                 |              |       |        |        |
|  |                       |                 |              |       |        |        |
|  |                       |                 |              |       |        |        |
|  | Club Olimpia          | 4               |              |       |        |        |
|  | Club Olimpia          | 4               |              |       |        |        |
|  | Club Guaraní          | 2               |              |       |        |        |
|  | Club Guaraní          | 2               | Club Olimpia | 3     |        |        |
|  |                       |                 | Club Olimpia | 3     |        |        |
|  |                       | Club Cerro Corá | 0            |       |        |        |
|  | Club Cerro Corá tab   | Club Cerro Corá | 0            | 2 (6) |        |        |
|  | Club Cerro Corá tab   |                 |              | 2 (6) |        |        |
|  | Club Sportivo Luqueño | 2 (5)           |              |       |        |        |
|  | Club Sportivo Luqueño | 2 (5)           |              |       |        |        |

### Finale nationale
| Équipe 1     | Résultat | Équipe 2      | Aller | Retour |
| ------------ | -------- | ------------- | ----- | ------ |
| Club Olimpia | 2 - 1    | Cerro Porteño | 1 - 0 | 1 - 1  |

### Classement cumulé
Le classement cumulé des premières phases des tournois détermine les deux clubs relégués en deuxième division.
| Rang | Équipe                    | Pts | J  | G  | N   | P  | Bp | Bc | Diff |
| ---- | ------------------------- | --- | -- | -- | --- | -- | -- | -- | ---- |
| 1    | Club OlimpiaClo           | 49  | 24 | 11 | 8/0 | 5  | 40 | 23 | +17  |
| 2    | Club Guaraní              | 43  | 24 | 11 | 2/6 | 5  | 40 | 31 | +9   |
| 3    | Cerro PorteñoT Ouv        | 41  | 24 | 11 | 2/4 | 7  | 38 | 28 | +10  |
| 4    | Club Cerro CoráP          | 39  | 24 | 10 | 3/3 | 8  | 37 | 35 | +2   |
| 5    | Club Sportivo San Lorenzo | 39  | 24 | 10 | 3/3 | 8  | 28 | 27 | +1   |
| 6    | Club Sportivo Luqueño     | 36  | 24 | 9  | 3/3 | 9  | 33 | 38 | -5   |
| 7    | Club Atlético Colegiales  | 33  | 24 | 7  | 5/2 | 10 | 27 | 33 | -6   |
| 8    | Club Libertad             | 32  | 24 | 7  | 3/5 | 9  | 25 | 34 | -9   |
| 9    | Club Nacional             | 32  | 24 | 7  | 3/5 | 9  | 30 | 44 | -14  |
| 10   | Club Presidente Hayes     | 32  | 24 | 7  | 5/1 | 11 | 26 | 35 | -9   |
| 11   | Club Sol de América       | 32  | 24 | 9  | 1/3 | 11 | 22 | 23 | -1   |
| 12   | Club Atlético Tembetary   | 31  | 24 | 8  | 2/3 | 11 | 45 | 43 | +2   |
| 13   | Club Sport Colombia       | 29  | 24 | 5  | 4/6 | 9  | 37 | 34 | +3   |

|  | Qualification pour la Copa Libertadores 1998 et la Copa Mercosur 1998                                                        |
|  | Qualification pour la Copa CONMEBOL 1998                                                                                     |
|  | Relégation directe en División Intermedia                                                                                    |
|  | T : Tenant du titre Ouv : Vainqueur du tournoi Ouverture Clo : Vainqueur du tournoi Clôture P : Promu de División Intermedia |

## Bilan de la saison
| Championnat du Paraguay de football 1997 |                          |
| Champion                                 | Club Olimpia (35e titre) |
| Qualifications continentales             |                          |
| Copa Libertadores 1998                   | Club Olimpia             |
| Copa Libertadores 1998                   | Cerro Porteño            |
| Copa CONMEBOL 1998                       | Club Cerro Corá          |
| Copa Mercosur 1998                       | Club Olimpia             |
| Copa Mercosur 1998                       | Cerro Porteño            |
| Promotions et relégations                |                          |
| Promus en Primera División               | 12 de Octubre FC         |
| Relégués en División Intermedia          | Club Atlético Tembetary  |
| Relégués en División Intermedia          | Club Sport Colombia      |